# Metalejeunea winkleri
Metalejeunea winkleri là một loài Rêu trong họ Lejeuneaceae. Loài này được R.L. Zhu & Grolle mô tả khoa học đầu tiên năm 2002.